# Cars Mater-National
Cars Mater-National Championship é um jogo eletrônico de video game lançado em 30 de outubro de 2007 pela THQ.
É a sequência do jogo Cars baseado no fime Cars, da Pixar. Há também uma sequência chamada Cars Race-O-Rama. O jogo centra-se na primeira corrida Mater-National já realizada em Radiator Springs por Relâmpago McQueen e apresenta um mundo melhor, bem como novos personagens. O jogo tem múltiplos reviews.

## Elenco de dublagem
- Carlos Alazraqui - Geovanni
- Dee Bradley Baker - Otto von Fasenbottom, Conde Espátula
- Greg Baldwin -
- Ivar Brogger - Mike
- Corey Burton¹ - Doc Hudson, Fletcher
- Larry the Cable Guy - Mate
- Jerry DeCapua - Vince
- Paul Dooley - Sargento
- Bill Farmer - Tommy Joe
- Keith Ferguson - McQueen
- Quinton Flynn - Sonny
- Brian George² - Fillmore
- John Goodman - Sulley
- Anna Graves - Mia
- Jennifer Hale - Emma
- Katherine Helmond - Lizzie
- E.J. Holowicki - The Crippler
- Mark Ivanir
- Rob Izenberg -Barry
- Cricket Leigh - Lenny
- Jenifer Lewis - Flo
- Cheech Marin - Ramone
- Joel McCrary - Ginormous
- Masi Oka - Koji
- Luciano Palermi -
- Steve Purcell - Gerald
- Joe Ranft
- Lou Romano - Snot Rod (arquivo)
- Tony Shalhoub - Luigi
- Joe Smith -
- Andrew Stanton - Fred
- James Patrick Stuart (creditado como James Patrick Stewart) -Gudmund
- Michael Wallis - Xerife
- Audrey Wasilewski - Tia
- Scott Wood
- ¹ - Corey Burton substituiu Paul Newman devido ao último ter se aposentado. Fontes indicam que Dustin Hoffman dublará Doc Hudson em Carros 2.
- ² - Brian George substituiu George Carlin devido a ausência deste. Fontes indicam que o comediante Jeff Bridges dublará Fillmore em Carros 2.
- ³ - Vince não apareceu no filme; o personagem foi criado especialmente para os dois jogos.